# Echivalent TNT
Echivalentul TNT-ului este o metodă de cuantificare / măsurare a energiei eliberate în explozii. O tonă de TNT este o unitate de energie egală cu 4.184 GJ (gigajouli), care este aproximativ cantitatea de energie eliberată la detonarea unei tone (1.000 kg) de TNT. Megatona TNT este o unitate de energie egală cu 4.184 PJ (petajouli).
1 gram TNT = 4.184 J 